# Parafia Niepokalanego Serca Najświętszej Maryi Panny w Budach Łańcuckich
Parafia Niepokalanego Serca Najświętszej Maryi Panny w Budach Łańcuckich – parafia rzymskokatolicka znajdująca się w archidiecezji przemyskiej w dekanacie Żołynia.

## Historia
Pierwsze plany powołania parafii w Budach Łańcuckich pojawiły się w 1783 roku, gdy na wniosek bpa Antoniego Betańskiego, Gubernium Lwowskie przygotowało projekt utworzenia parafii w Budach Łańcuckich i Białobrzegach, ale nie zostały zrealizowane. W 1920 roku powstała parafia w Białobrzegach, a w 1921 roku w Świętoniowej.
Miejscowa ludność postanowiła wybudować własny kościół. Drewniany kościół pw. Matki Bożej Szkapleżnej został 19 czerwca 1921 roku poświęcony przez dziekana ks. Tomasza Frankiewicza. Powstała ekspozytura w lewobrzeżnej części wsi dotychczas należącej do parafii w Grodzisku Dolnym, a pierwszym ekspozytem został ks. Michał Bednarski. W latach 1921–1923 zbudowano plebanię. .
17 października 1927 roku dekretem bpa Anatola Nowaka została erygowana samodzielna parafia z wydzielonego terytorium parafii Grodzisko Dolne, parafii Gniewczyna Łańcucka, parafii Nowosielce i parafii Kosina. 5 czerwca 1936 roku parafia została poświęcona Niepokalanemu Sercu NMP.
W 1938 roku podjęto decyzję o budowie murowanego kościoła i zaczęto czynić przygotowania. W 1941 roku w skład parafii wchodziły: Budy Łańcuckie (223 domy), Korniaktów (103 domy) i Zmysłówka (37 domów). W 1946 roku ponownie przystąpiono do budowy nowego kościoła. W latach 1947–1952 zbudowano murowany kościół według projektu arch. inż. Wawrzyńca Dajczaka. 8 czerwca 1952 roku dziekan ks. Piotr Niedziałek poświęcił nowy kościół. W 1954 roku w parafii było 2314 wiernych (Budy Łańcuckie - lewe 227 domy, Budy Łańcuckie - prawe 101 domy, Korniaktów - lewy 111 domy, Zmysłówka 37 domy). 27 sierpnia 1961 roku odbyła się konsekracja kościoła, której dokonał bp Stanisław Jakiel.
26 listopada 1970 roku odbyło się nawiedzenie parafii przez Symbole Nawiedzenia Matki Bożej Jasnogórskiej. 8/9 marca 2003 roku odbyło się nawiedzenie parafii przez Kopię Obrazu Matki Bożej Jasnogórskiej.
Na terenie parafii jest 1 995 wiernych (w tym: Budy Łańcuckie – 1 505, Korniaktów Północny – 490).

## Proboszczowie parafii[13]
- 1921–1934. ks. Michał Bednarski
- 1934–1938. ks. Wojciech Chorzępa
- 1938–1973. ks. Tadeusz Szmyd (administrator)[14][15][16]
- 1973–2010. ks. prał. Władysław Szular[17][18]
- 2010–2017. ks. Kazimierz Kopeć
- 2017 – nadal ks. Marek Wilk

## Kapłani pochodzący z parafii[19]
- ks. Marcin Biały (1855)
- ks. Józef Stafiej (1872)
- ks. Józef Mach (1895)
- ks. Józef Polit (Korniaktów Południowy – 1907)
- ks. Józef Matuszek (1920)
- ks. Roman Kojder (1952)
- o. Bogusław Golak (Dominikanin – 1958)
- ks. Józef Markowicz (1978)
- ks. Julian Bartnik (1986)
- ks. Marian Cebula (1987)
- ks. Konrad Dyrda (Korniaktów – 2001)
- ks. Paweł Czyrek (Michalita)
- o. Fabian Wikiera (Bernardym OFM – 2012)
- ks. Maciej Cebulak (2017)